# Euphrasia amblyodonta
Euphrasia amblyodonta är en snyltrotsväxtart som beskrevs av Sergei Vasilievich Juzepczuk. Euphrasia amblyodonta ingår i släktet ögontröster, och familjen snyltrotsväxter. Inga underarter finns listade i Catalogue of Life.